# سعدالهمام
سَعدالهُمام (ستاره خوشبختی مرد والامَنِش)، همام (والامنش)، زتا پگاسوس یا زتا اسب بالدار ستاره‌ای است در صورت فلکی اسب بالدار.